# 칼로스 (쌀)

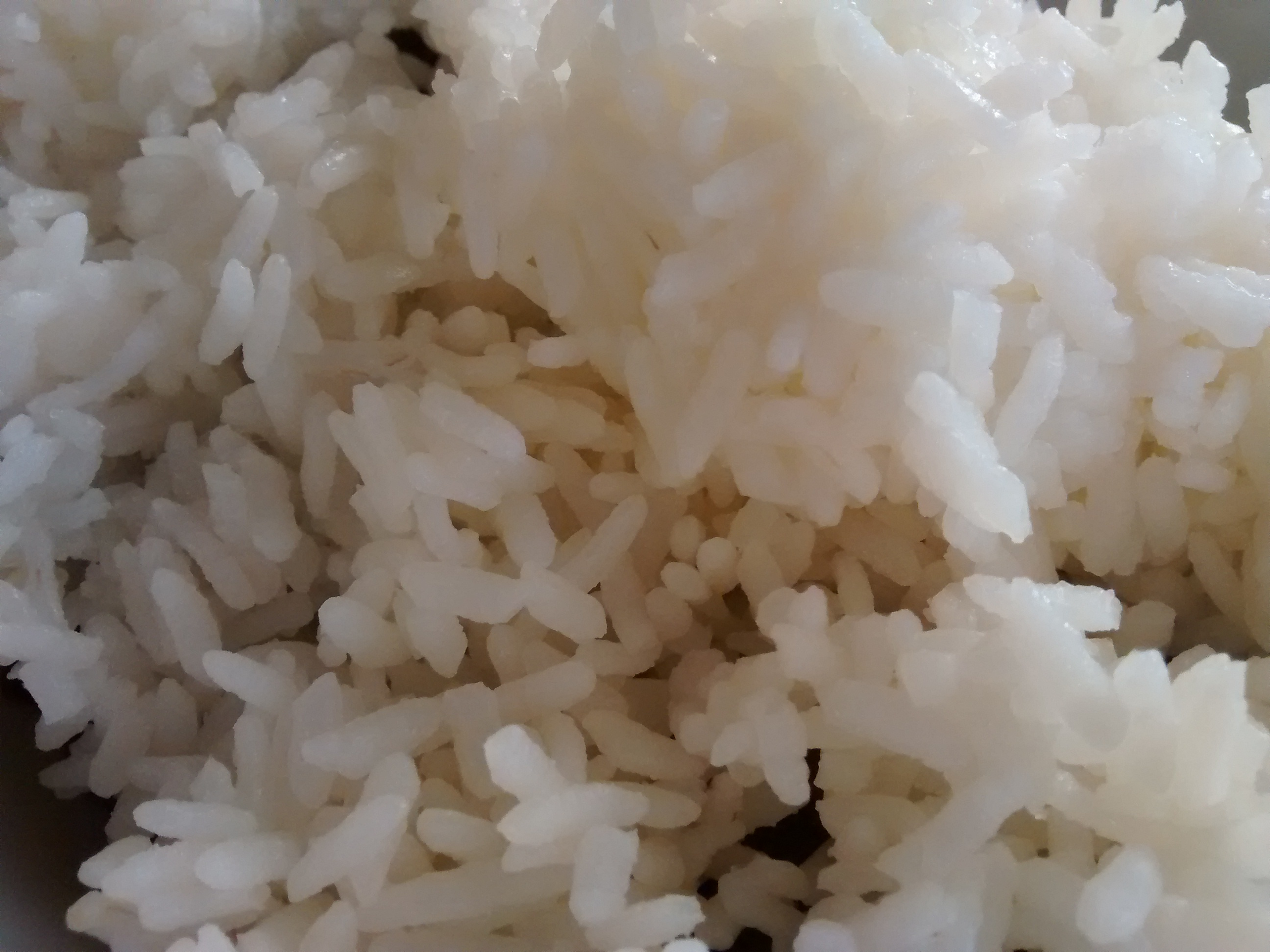
조리한 칼로스 쌀

칼로스(영어: Calrose 캘로즈[*])는 1970년대부터 캘리포니아주에서 재배되는 자포니카 계열의 쌀 품종이다. 품종명은 '캘리포니아의 장미(California Rose)'를 줄인 말에서 유래하였다.

## 참고
1. ↑  활로찾는 미국쌀의 위협…쌀값 높은 한국시장 노린다, 경향신문